# Natalia Boyarskaya
Natalia Boyarskaya, née le 27 février 1983 à Tchita, est une coureuse cycliste russe. Elle a notamment été championne de Russie sur route en 2007 et a remporté le Tour féminin en Limousin en 2008. Elle a participé aux Jeux olympiques de 2008. Elle y a pris la 16e place du contre-la-montre et la 40e de la course en ligne, durant laquelle elle s'est échappée seule et a compté jusqu'à 59 secondes d'avance.

## Palmarès sur route
- 2001
  -  Médaillée d'argent du championnat du monde du contre-la-montre juniors
- 2006
  - 3e étape du Route de France féminine
- 2007
  -  Championne de Russie sur route
  - Trophée des Cyclistines - Chateaudun
- 2008
  - Tour féminin en Limousin
    - Classement général
    - 4e étape

  - 3e du championnat de Russie sur route
  - 3e du championnat de Russie du contre-la-montre
  - 3e du Wyscig Etapowy - Zamosc Féminin
- 2010
  - 7e du Grand Prix de Plouay
- 2011
  - 1re étape de Gracia Orlova
  - 2e de Gracia Orlova
  - 2e du championnat de Russie du contre-la-montre
- 2013
  - Grand Prix de Maykop
  - Tour d'Adyguée :
    - Classement général
    - 2e (contre-la-montre) et 4e étapes
- 2014
  - 2e étape de Gracia Orlova
  - Tour d'Adyguée :
    - Classement général
    - 1re (contre-la-montre) et 2e étapes
- 2015
  - 2e du championnat de Russie du contre-la-montre
- 2016
  -  Championne de Russie sur route
  - 3e étape du Tour de Feminin - O cenu Ceskeho Svycarska
  - 2e du championnat de Russie du contre-la-montre
  - 3e du Tour de Feminin - O cenu Ceskeho Svycarska

## Palmarès sur piste

### Championnats du monde juniors
- 2001
  -  Médaillée de bronze de la course aux points juniors

### Championnats d'Europe
- 2001
  -  Médaillée d'argent de la course aux points juniors